# Alois Huber
Pour les articles homonymes, voir Huber.
Alois Huber, né le 21 novembre 1962 à Muri (originaire de Boswil), est une personnalité politique du canton d'Argovie, membre de l'Union démocratique du centre et conseiller national depuis 2020.

## Biographie
Alois Huber naît le 21 novembre 1962 à Muri, dans le canton d'Argovie. Il est originaire de Boswil, dans le même canton.
Il est agriculteur et passe l'examen fédéral de maître artisan en 1988[réf. nécessaire]. De 1984 à 1990, il est directeur d'une ferme d'élevage et d'engraissement de porcs[réf. nécessaire]. De 1991 à 1999, il dirige la ferme « Kinderheim St. Benedikt » à Hermetschwil[réf. nécessaire] et l'exploite en agriculture biologique. En 1999[réf. nécessaire], il reprend le bail du domaine du château de Wildegg.  
Il a le grade de soldat à l'armée. Il est marié à Silvia Huber et père de cinq enfants.

## Parcours politique
Il est membre du Conseil communal (exécutif) de Möriken-Wildegg de 2006 à 2012 et son vice-président à partir de 2007. 
Il est député au Grand Conseil du canton d'Argovie de 2013 à 2020[réf. nécessaire].
Le 2 mars 2020, il accède au Conseil national à la suite de la démission de Jean-Pierre Gallati, élu au gouvernement du canton d'Argovie. Il siège au sein de la Commission de gestion (CdG) et de la Commission de la science, de l'éducation et de la culture (CSEC). Il est réélu en 2023.

### Autres mandats
Il est président de l'Association des agriculteurs argoviens de 1993 à 2001.